# 2963 Chen Jiageng
2963 Chen Jiageng (1964 VM1) là một tiểu hành tinh vành đai chính được phát hiện ngày 9 tháng 11 năm 1964 bởi Đài thiên văn Tử Kim Sơn ở Nanking.